# Martyna Czyrniańska
Martyna Czyrniańska (Krynica-Zdrój, 13 ottobre 2003) è una pallavolista polacca, schiacciatrice del Bahçelievler.

## Biografia
È la sorella minore del pallavolista Patryk Czyrniański e cognata della pallavolista Adrianna Rybak.

## Carriera

### Club
La carriera di Martyna Czyrniańska inizia a livello giovanile nella formazione del Dwójka, club della sua città natale. Approda poi alla formazione federale del SMS PZPS Szczyrk, giocando sia a livello giovanile che nel campionato di I liga tra il 2019 e il 2021; parallelamente fa parte del settore giovanile dell'Elite Volley Kraków e del Kalisz.
Nella stagione 2021-22 diventa professionista grazie all'ingaggio del Chemik Police, con il quale debutta in Liga Siatkówki Kobiet e dove milita per due annate e si aggiudica uno scudetto e una Coppa di Polonia. Nel campionato 2023-24 approda in Sultanlar Ligi, dove indossa la casacca dell'Eczacıbaşı e vince il campionato mondiale per club: nel campionato seguente si trasferisce al Bahçelievler, sempre nella massima divisione turca.

### Nazionale
Fa parte della nazionale polacca under 17 impegnata alle qualificazioni al campionato europeo 2018. In seguito partecipa con l'under 19 al campionato europeo 2020, mentre con l'under 20 è di scena al campionato mondiale 2021.
Nel 2022 debutta in nazionale maggiore alla Volleyball Nations League, torneo nel quale conquista la medaglia di bronzo nelle edizioni 2023, 2024 e 2025.

## Palmarès

### Club
- Campionato polacco: 1

2021-22
- Coppa di Polonia: 1

2022-23
- Campionato mondiale per club: 1

2023